# برویک (سوئد)
شهر برویک (به سوئدی: Brevik, Sweden) در بخش لیدینگو در کشور سوئد واقع شده‌است. جمعیت این شهر ۲۰۱۷٫۰۹  نفر است.